# Диоп, Давид (поэт)
Давид Мандесси Дио́п (фр. David Mandessi Diop; 9 июля 1927, Бордо ― 29 августа 1960) ― французский западноафриканский поэт и публицист, известный благодаря своему вкладу в литературное движение негритюд. В своих франкоязычных произведениях выражал антиколониальную позицию.

## Биография
Родился во Франции, воспитывался в семье своего дяди Алиуна Диопа, редактора журнала Présence Africaine. Диоп с самого детства постоянно перемещался между Западной Африкой и французской метрополией. Его отец умер, когда мальчику было восемь лет, и он остался вместе с пятью своими братьями и сёстрами на руках у матери.
Давид Диоп начал писать стихи, когда он был ещё учеником в школе. Его стихи начали печататься в Présence Africaine когда ему было всего 15 лет. Пребывая в Париже, Диоп стал заметной фигурой в литературном движении негритюда. В своих работах критиковал колониализм и выражал отвращение к колониальному правлению. Как и многие другие авторы негритюда того времени, Диоп надеялся на провозглашение независимости стран Африки. В движении его называли «голосом людей без голоса».

### Гибель
Диоп погиб в авиакатастрофе рейса 343 авиакомпании Air France в Атлантическом океане недалеко от Дакара, Сенегал, в возрасте 33 лет 29 августа 1960 года. Его единственный небольшой сборник стихов, Coups de pilon, вышел в Présence Africaine в 1956 году; он был посмертно опубликован на английском языке как Hammer Blows, переведён и отредактирован Саймоном Мондо и Фрэнком Джонсом (African Writers Series, 1975).